# Bananacue
Il bananacue, chiamato anche banana cue, bananaque, banana-que, banana Q o banana kyu, è un popolare cibo di strada filippino, a base di banane della cultivar saba fritte e ricoperte da uno strato di caramello di zucchero di canna.

## Nome
Il nome è un portmanteau di banana e barbecue.

## Preparazione

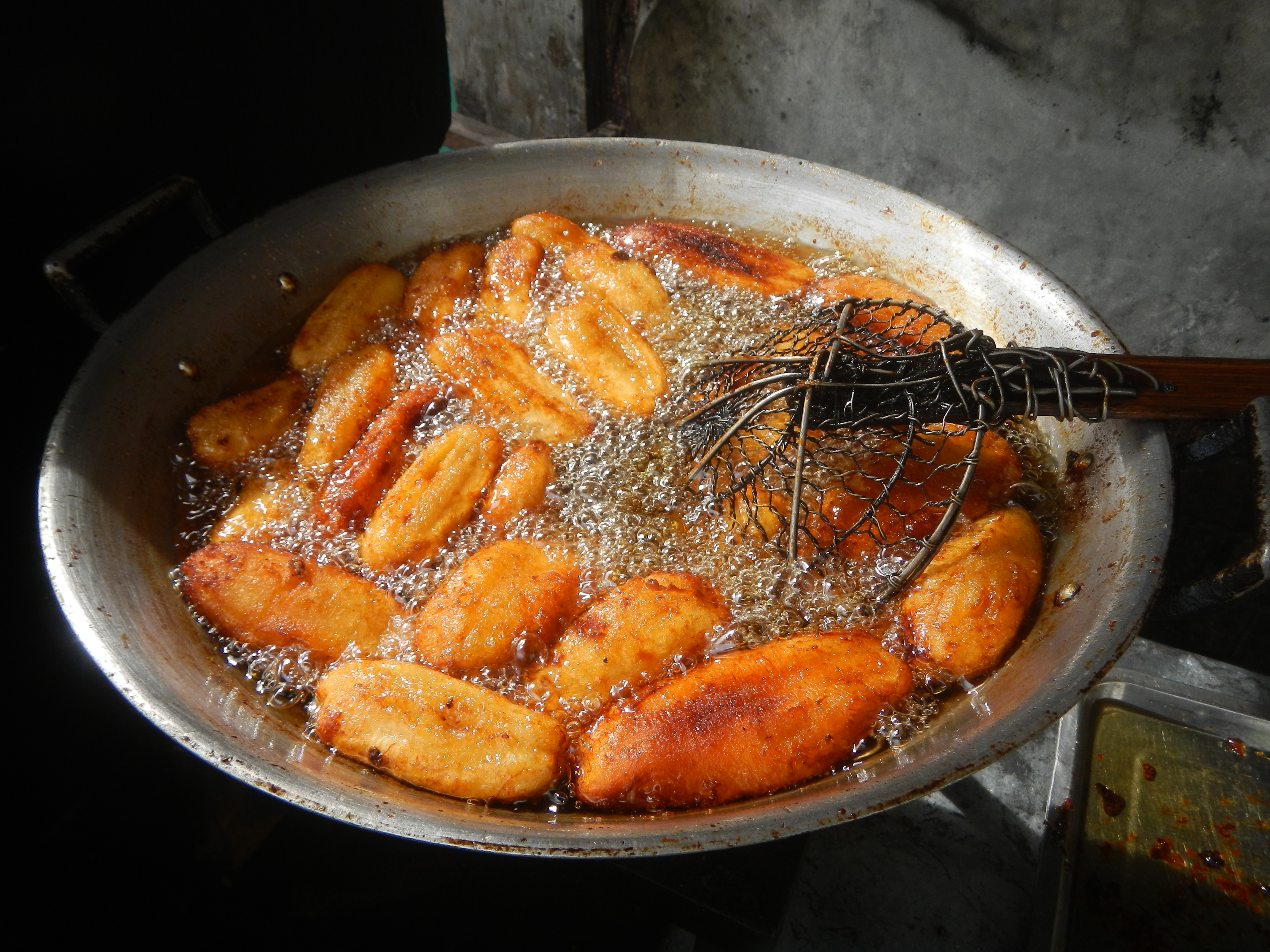
Preparazione del bananacue

Le banane, preferibilmente della varietà saba, vengono sbucciate e fritte ad alta temperatura per alcuni minuti, finché prendono colore. A quel punto viene aggiunto lo zucchero di canna che caramellizza e crea uno strato sulle banane. Le banane ricoperte vengono scolate eliminando l'olio in eccesso; di norma sono servite infilzate a su bastoncini di bambù.